# Celtchair
Celtchair lub Celtchar – legendarny bohater i wojownik Ulsteru, postać występująca w cyklu ulsterskim, syn Cuthechaira (Uthechaira), w 5-tym stopniu potomka Rudraige’a I Mora („Wielkiego”) mac Sithrige, króla Ulsteru i zwierzchniego króla Irlandii.
Wiadomości o nim czerpiemy z irlandzkich opowiadań historycznych. Mieszkał w Dún Lethglaise (znany jako Kopiec z Down, lub Rathkeltair, irl. Ráth Celtchair) w Downpatrick (hrabstwo Down). Celtchair był jednym z trzech bohaterów z Craobh Ruadh, który pozostawił po sobie potomków. Rodzina jego była rozrzucona w różnych kierunkach wyspy.
Ojciec Cuthechair (Uitheachair) jest wspomniany, jako jeden z konspiratorów przeciwko królom Ulsteru wraz z Fachtną Fathach, Amerginem, Cairbrem i innymi. Celtair miał dwóch braci: Glasne’a i Menna, wodzów króla ulsterskiego Conchobara. Byli śniadzi i ogromni, mieli miękkie figlarne oczy, bure tuniki ze srebrnymi szpilkami oraz miecze z rogami baranimi. Opis jego jest nieco podobny: o szorstkim obliczu, gniewny, straszny, brzydki, wielkouchy, o oczach jabłka, mający czerwone kończyny, o wielkim brzuchu, o dużych wargach, szorstkich szarych włosach. Nosił pasiasty szary płaszcz, żelazny szpikulec w płaszczu od jednego ramienia do drugiego, szorstką trzy pasiastą tunikę, miecz żelazny, brązową tarczę oraz wielka szara włócznię. Był kojarzony z królem ulsterskim Conchobarem mac Nessą. Wymieniano go, jako wodza wojowników z Ulsteru. Z Conchobarem wystąpił przeciw Eochaidowi Feidlechowi, zwierzchniemu królowi Irlandii.

## Potomstwo
Celtchair był żonaty z trzema kobietami: Doruamą, córką króla Ulsteru Conchobara III mac Nessa, Findabair i Brig Brethach (matka czterech synów). Pozostawił po sobie wiele dzieci:
- Niam (Nem), córka z żony Doruamy, miała trzech mężów: Cormaca Connloingesa, syna Conchobara III mac Nessa, Coemgena Conganchnesa oraz Conalla Cernacha z którym miała syna Eogana Fuilecha
- Anga (Angain), córka z żony Doruamy, żona Coemgena Conganchnesa
- Scathdercc (Scadarc), żona Coemgena Conganchnesa
- Daill (Dalle), żona Coemgena Conganchnesa
- Bil (Ibell), żona Coemgena Conganchnesa
- Brigit, córka, przodkini Ui Brigten w Déisi
- Eogan, przodek Corco Saillgend
- Oilioll (Ailill), przodek Sil Cendlain z Desgabair i Ui Foirchellaig w Fochla
- Sem, przodek Semoine w Déisi
- Fer Tlachtga
- Catchnia, przodek Caenraigi z Murbolg w Ulsterze, z Asan Ridge i Aidne w Connachcie
- Uathnia, przodek Uaithni z Tir i Uaithni z Cliu
- Druithnia, przodek Dal Druithnia w Connachcie
- Fer nUidead z matki Doruamy
- Maine, żonaty z Finnscoth, córką Cúchulainna
- Eochaid Cendgarb
- Cendglas
- Sganaine
- Dual